# Dance-pop
Dance-pop er en undergenre inden for pop- og dancemusik, der stammer fra begyndelsen af 1980'erne. Det er generelt up-tempo musik, der er beregnet til natklubber, med formålet om at der kan danses til det, men det kan også anvendeligt til contemporary hit radio. Den udviklede sig fra en kombination og dance og pop med indflydelse fra discomusik, post-disco, new wave, synthpop, elektropop og house. Den er generelt karakteriseret med stærke beats med en nem, ukompliceret sangstruktur som typisk minder mere om popmusik end andre undergenre inden for dance. Der er fokus på melodien samt lærenemme tekster. Genren er hovedsageligt drevet af musikproducere, med enkelte undtagelser.
Dance-pop har lånt elementer fra andre genre, som varierer afhængig af produceren, kunstneren og perioden. Disse inkluderer moderne R&B, house, trance, techno, new jack swing, funk, synthpop, elektropop og nogle former for europop.
Dance-pop er en populær mainstream stil af musik, der har været anvendt af utallige popartister og grupper. Blandt de notable er Madonna, Britney Spears, Kylie Minogue, Gloria Estefan, Christina Aguilera, Jennifer Lopez, Spice Girls, Paula Abdul, Backstreet Boys, Michael Jackson, NSYNC, Destiny's Child, Janet Jackson, Rihanna, Katy Perry, Lady Gaga, Ariana Grande og Selena Gomez.